# Grandborough
Grandborough is een civil parish in het bestuurlijke gebied Rugby, in het Engelse graafschap Warwickshire met 424 inwoners.